# Единецкая поморская община
Единецкая поморская община — беспоповская старообрядческая община в городе Единцы (Единец) в Молдавии. Главная моленная — «храм» Покрова Пресвятой Богородицы.

## История
Старообрядцы переселились в Единцы из Восточной Пруссии и Латгалии в первой половине XIX века. Они принадлежали к феодосеевскому согласию. В начале 1850-х годов в местечко Единцы переселились 20 старообрядческих семей из Динабурга. С 1880-х годов община имела собственную моленную и школу.
В 1901 году община присоединилась к брачному поморскому согласию. В 1942 году старая церковь сгорела. В 1959 году на её месте установили поклонный крест. В 1960 году предпринята попытка оборудовать моленную в доме, но она была пресечена властями. В начале 1970-х годах удалось получить разрешение на строительство на старообрядческом кладбище «сторожки» для отпевания покойников. Поскольку «сторожка» значительно превысила запланированные размеры, власти хотели её снести, но староверы смогли получить разрешение в Москве. В 1974 году это здание освятили как церковь Покрова Пресвятой Богородицы.
По состоянию на 2018 год численность общины составляет около 1000 человек.

## Наставники
С начала XX века и до 1922 года общину возглавлял Мирон Кондратьевич Вишняков. Его сменил Сергий Евдокимов, руководивший общиной до конца 1920-х. Затем наставником в течение около сорока лет был Нестор Миронович Вишняков, на смену которому пришёл Максим Сергеевич Евдокимов. В 1974—2006 годах общину возглавлял Кир Миронович Вишняков, а после его смерти наставником стал Василий Иванович Фоков.